# 텔렝기트족
텔렝기트족(Telengit)들은 러시아 알타이 공화국의 튀르크계 소수 민족이다. 2002년의 조사에 따르면, 2,399명의 텔렝기트족들이 러시아에 거주한다. 텔렝기트족은 주로 알타이 공화국의 코시아가치(Kosh-Agach) 지역에 거주한다.
이들은 넓게는 알타이키지(Altai-Kizhi)와 톨로스(Tolos)를 포함하는 남부 알타이인의 한 그룹의 일부이다.

## 같이 보기
- 타타르인
- 튀르크족